# Demi (musikalbum)
Demi är det fjärde studioalbumet av den amerikanska sångeren Demi Lovato, släppt den 14 maj 2013. I samband med skivsläppet mottog albumet generellt positiva recensioner från musikkritiker som hyllade Lovato's röst, men kritiserade hens val att hellre spela in hitlåtar istället för att njuta av inspelningsprocessen. 
Albumet debuterade som #3 på Billboard 200 efter att ha sålt 110,000 skivor. Den ledande singeln "Heart Attack" debuterade som #12 på Billboard Hot 100 och har hittills topplacerats som #10.

## Bakgrund
Lovato började skriva sånger till albumet i april 2012, medan inspelningen började senare under året mellan Lovato's framträdanden som mentor i den amerikanska upplagan av The X Factor. Enligt Lovato ska albumet "ge inspiration till flickor överallt som går igenom samma problem som jag tidigare mött". Lovato avslöjade även att sången "Warrior" är en uppföljare till "Skyscraper".
Demi berättade om albumet i ett uttalande:
| ” | Jag är otroligt stolt över det här albumet. Det är bättre än allt annat jag gjort tidigare! Jag experimenterade med flera olika musikstilar och la ner mycket tid på att skriva dessa sånger. Jag är så exalterad över att alla ska äntligen få chansen att höra dem!" | „ |

## Låtlista
| Nr  | Titel                                    | Kompositör                                                                           | Producent(er)                          | Längd |
| --- | ---------------------------------------- | ------------------------------------------------------------------------------------ | -------------------------------------- | ----- |
| 1.  | Heart Attack                             | Mitch Allan, Jason Evigan, Sean Douglas, Nikki Williams, Aaron Phillips, Demi Lovato | Evigan, Allan                          | 3:31  |
| 2.  | Made in the USA                          | Jonas Jeberg, Evigan, Corey Chorus, Blair Perkins, Lovato                            | Jeberg                                 | 3:16  |
| 3.  | Without the Love                         | Matt Squire, Roy Battle, Freddy Wexler, Lovato                                       | Squire, Battleroy, David Quiñones      | 3:55  |
| 4.  | Neon Lights                              | Mario Marchetti, Tiffany Vartanyan, Ryan Tedder, Noel Zancanella, Lovato             | Tedder, Zancanella                     | 3:53  |
| 5.  | Two Pieces                               | Livvi Franc, Allan, Evigan                                                           | Evigan, Allan                          | 4:25  |
| 6.  | Nightingale                              | Anne Preven, Matt Rad, Felicia Barton, Lovato                                        | Rad, Preven                            | 3:36  |
| 7.  | In Case                                  | Emanuel Kiriakou, Priscilla Renea                                                    | Kiriakou                               | 3:34  |
| 8.  | Really Don't Care (featuring Cher Lloyd) | Carl Falk, Rami Yacoub, Savan Kotecha, Lovato, Lloyd                                 | Falk, Rami                             | 3:21  |
| 9.  | Fire Starter (featuring Britney Spears)  | Jarrad Rogers, Lindy Robbins, Julia Michaels                                         | Rogers, Quiñones                       | 3:24  |
| 10. | Something That We're Not                 | Lovato, Andrew Goldstein, Kiriakou, Kotecha                                          | Kiriakou, Goldstein                    | 3:17  |
| 11. | Never Been Hurt                          | Ali Tamposi, Evigan, Jordan Johnson, Marcus Lomax, Stefan Johnson, Lovato            | Evigan, The Monsters and the Strangerz | 3:56  |
| 12. | Shouldn't Come Back                      | Yacoub, Falk, Kotecha, Lovato                                                        | Rami, Falk                             | 3:49  |
| 13. | Warrior                                  | Lovato, Goldstein, Kiriakou, Robbins                                                 | Kiriakou, Goldstein                    | 3:51  |

| 14. | I Hate You, Don't Leave Me | Lovato, E. Kidd Bogart, Goldstein, Kiriakou | Kiriakou, Goldstein | 3:34 |

| 14. | Give Your Heart a Break | Josh Alexander, Billy Steinberg | Alexander, Steinberg | 3:25 |
| 15. | Skyscraper              | Toby Gad, Kerli Kõiv, Robbins   | Gad                  | 3:41 |

## Topplistor
| Lista (2013)                        | Topplacering |
| ----------------------------------- | ------------ |
| Australien (ARIA Charts)            | 14           |
| Belgien (Flandern                   | 19           |
| Belgien (Vallonien)                 | 53           |
| Danmark (IFPI)                      | 7            |
| Finland (Finlands officiella lista) | 48           |
| Frankrike (SNEP)                    | 128          |
| Irland (IRMA)                       | 5            |
| Italien (FIMI)                      | 4            |
| Kanada (Canadian Albums Chart)      | 1            |
| Mexiko (AMPROFON)                   | 2            |
| Nederländerna (MegaCharts)          | 17           |
| Norge (VG-lista)                    | 4            |
| Nya Zeeland (RIANZ)                 | 7            |
| Portugal (AFP)                      | 15           |
| Schweiz (Swiss Albums Chart)        | 36           |
| Skottland (Scottish Albums Chart)   | 7            |
| Spanien (PROMUSICAE)                | 3            |
| Storbritannien (UK Albums Chart)    | 10           |
| Sverige (Sverigetopplistan)         | 36           |
| Tjeckien (IFPI)                     | 26           |
| USA (Billboard 200)                 | 3            |

## Utgivningshistorik
| Land           | Datum       | Format                  | Skivbolag         |
| -------------- | ----------- | ----------------------- | ----------------- |
| Australien     | 10 maj 2013 | CD, Digital nedladdning | Hollywood Records |
| Nederländerna  | 10 maj 2013 | CD, Digital nedladdning | Universal Music   |
| Norge          | 10 maj 2013 | CD, Digital nedladdning | Universal Music   |
| Sverige        | 10 maj 2013 | CD, Digital nedladdning | Universal Music   |
| Frankrike      | 13 maj 2013 | CD, Digital nedladdning | Universal Music   |
| Italien        | 13 maj 2013 | CD, Digital nedladdning | Universal Music   |
| Spanien        | 13 maj 2013 | CD, Digital nedladdning | Universal Music   |
| Kanada         | 14 maj 2013 | CD, Digital nedladdning | Hollywood Records |
| USA            | 14 maj 2013 | CD, Digital nedladdning | Hollywood Records |
| Storbritannien | 20 maj 2013 | CD, Digital nedladdning | Universal Music   |
| Tyskland       | 30 maj 2013 | CD, Digital nedladdning | Universal Music   |